# Gérard Martin (homme politique)
Pour les articles homonymes, voir Gérard Martin.
Gérard Martin (né le 1er mai 1922 à Saint-Esprit et mort le 3 novembre 2007 à Joliette) est un homme politique québécois. Il est député pour le Parti libéral dans le district électoral de Montcalm de 1962 à 1966.
Il est également maire de Saint-Esprit de 1992 à 1996.